# Ignacio Matte Blanco
Ignacio Matte-Blanco, né le 3 octobre 1908 à Santiago du Chili et mort à Rome le 11 janvier 1995, est un psychiatre et psychanalyste chilien. Il a fait ses études, et sa première analyse avec "Fernando Navarro Allende", au Chili avant de se rendre à Londres où il a exercé au Maudsley Hospital avec des supervisions chez Anna Freud et James Strachey. Il a été reconnu comme analyste en 1938. Il a ensuite travaillé aux États-Unis, au Chili et en Italie.

## Ses apports
Il développe une vision de l'inconscient basée en particulier sur la logique mathématique. Il en définit cinq "strates" auxquelles correspondent autant de logiques distinctes : intemporalité, déplacement, condensation, le remplacement du externe en réalité interne, et l'absence de contradiction mutuelle. Ces strates sont d'autant plus lâches qu'elles sont profondes. La première strate, celle de la pensée consciente, admet le principe d'identité et des raisonnements majoritairement asymétriques (e.g. si Pierre est le père de Paul, Paul n'est pas le père de Pierre). intemporalité, déplacement, condensation, le remplacement du externe en réalité interne, et l'absence de contradiction mutuelle». Des effets de symétrisation apparaissent progressivement dans les strates inférieures, permettant par exemple les phénomènes d'identification, de projection et d'introjection. Dans la cinquième strate, la plus profonde, la logique est essentiellement symétrique et la pensée rationnelle extrêmement difficile.

## Œuvres et recueils
- (en) Ignacio Matte-Blanco, The Unconscious As Infinite Sets, Karnac Books, janvier 1980, 185 p. (ISBN 978-0-415-00678-1)
- (en) Ignacio Matte-Blanco, Thinking, Feeling and Being, Routledge, septembre 1988, 504 p. (ISBN 978-1-85575-202-3)

## Ouvrages & articles sur Matte-Blanco et la psychanalyse au Chili
- Richard Carvalho et al, Matte Blanco, une autre pensée psychanalytique : l'inconscient (a)logique, Paris, L'Harmattan, octobre 2009, 185 p. (ISBN 978-2-296-10715-1)
- Léonardo Arrieta & Léon Gomberoff : Préhistoire et premiers pas de la psychanalyse au Chili, in Topique (revue), 2007, n.98, "Le dévoilement historique",  (ISBN 2847950966)
- Henri Rey (psychanalyste) : A propos d'Ignacio Matte-Blanco : revue critique de l'Inconscient en tant qu'Ensembles Infinis; Essai de Bi-logique, notes sur Matte-Blanco, in "Universaux de la psychanalyse dans le traitement des États psychotiques et bordeline", 2000, Éditeur : Hublot, Collection : Psychanalyse,  (ISBN 2912186129)